# Morris W. Travers
Morris W. Travers   (Londres, 24 de gener de 1872 - Stroud, 25 d'agost de 1961) fou un químic anglès que va treballar amb Sir William Ramsay en el descobriment del xenó, neó i criptó. El seu treball en diversos gasos rars li va valer el nom de Rare gas Travers en cercles científics. Va ser el director fundador de l'Indian Institute of Science.